# محاصره لاذقیه (۶۳۶)
محاصره لاذقیه (انگلیسی: Siege of Latakia) که در گذشته با نام محاصره لادوسیه (انگلیسی: Siege of Laodicea) شناخته می‌شده‌است به لشکرکشی سپاه خلافت راشدین به سمت شهر لاذقیه در سال ۶۳۶ میلادی اشاره دارد که در جریان فتح شام توسط مسلمانان رخ داد. محاصره شهر بندری بیزانسی لاذقیه توسط ابوعبیده جراح و عبادة بن السامیت، دو تن از اصحاب محمد انجام شد.